# Brookula rossiana
Brookula rossiana là một loài ốc biển, là động vật thân mềm chân bụng sống ở biển thuộc họ Liotiidae.